# Lars Sonck
Lars Eliel Sonck, född 10 augusti 1870 i Kelviå, död 14 mars 1956 i Helsingfors, var en finlandssvensk arkitekt. Han var en av de mest framstående och produktiva arkitekterna i Finland under sin tid. År 1921 tilldelades han professors titel, och 1930 blev han den första hedersmedlemmen i Finlands Arkitektförbund.

## Uppväxt och utbildning
Sonck växte upp i Finström på Åland, där hans far var kyrkoherde. Vid 16 års ålder började han vid realskolan i Åbo och tog två år senare byggmästareexamen vid industriskolan där. Därefter fortsatte han sina studier vid Polytekniska institutet i Helsingfors, där han utexaminerades som arkitekt 1894 efter åtta års studier i byggnadsteknik och byggnadskonst.
Redan före examen vann han, 23 år gammal, tävlingen om ritningarna till Mikaelskyrkan i Åbo.

## Arkitektonisk stil
Soncks stil var personlig och svår att placera i en enskild stilriktning. Hans verk präglas av jugend, nationalromantik och gotiska drag, men utan att bli överlastade. Under början av 1900-talet dominerade nationalromantiken, men omkring 1920 övergick han till en nyklassicistisk stil, något som märks i hans senare arbeten.

## Verk

### Tammerfors
- Tammerfors domkyrka
- Handelshuset vid Kauppakatu 6

### Helsingfors
- Berghälls kyrka
- Privatbanken
- Eira sjukhus
- Telefonföreningens hus
- Hypoteksföreningens hus
- Börshuset
- Telefoncentraler i Tölö och Berghäll
- Affärshus vid Skillnaden
- Brändö strandhotell
- Warrantmagasinet på Skatudden
- Mikael Agricola kyrka
- Affärs- och bostadshuset Arena vid Hagnäs torg
- Centraltryckeriets gård vid Boulevardsgatan
- Bostadshus på Fabriksgatan 13
- Finska episkopalmetodistkyrkan vid Fredrikstorget
- Bostadshus vid Vasagatan 4
- Bostadskomplex i Vallgård

### Mariehamn
- Tullpackhuset i Västra hamnen
- Tornhuset på Norragatan 24
- Huset vid Östra Esplanadgatan 24
- Flera byggnader för Mariehamns badanstalt (bevarade: Doktorsvillan och Åländska Segelsällskapets paviljong)
- S:t Görans kyrka, Mariehamn
- Mariehamns stadshus
- Navigationsskolan i Mariehamn
- Begravningskapellet
- Cityhus
- Villa Skogshyddan på Södragatan

### Övriga orter
- Fabrikschefens hus i Iittala (senare Kalvola kommunhus)
- Gullranda i Nådendal, republikens sommarresidens
- Alfred Kordelins gravkapell, Raumo
- Kristinestads svenska samlyceum
- Villa Vallmogård, Grankulla
- Sanatoriebyggnad och läkarbostad, Hyvinge
- Sankt Jakobs kapell, Pemar
- Rikkihappotehdas huvudkontor, Villmanstrand
- Lignellska huset, Hangö
- Casino, Lovisa
- Mikaelskyrkan, Åbo
- Folkskola i Kuusankoski (för anställda vid Kymmene Ab)
- Väntsalsbyggnaden, Degerby, Föglö, Åland
- Vattentornet, Jakobstad
- Villor i bland annat Esbo, Finström, Gustavs, Kuopio, Kyrkslätt, Pojo, Torneå, Viitasaari
- Ainola i Träskända (Jean Sibelius hem)
- Villa Cooper, Träskända
- Grosshandlarvillan Marholmen, Norrtälje

Han restaurerade även S:t Andreas kyrka, Kimito och byggde om Sjögårds herrgård vid Pernåviken i Nyland. Som stadsplanerare ritade han bland annat planen för Pyynikkiområdet i Tammerfors (1902), Brändö villastad och Alberga villaområde.

### Bildgalleri

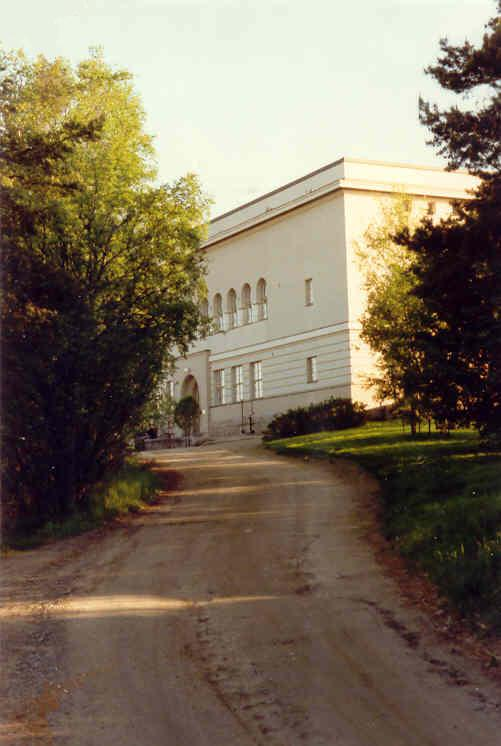
Kristinestads lyceum
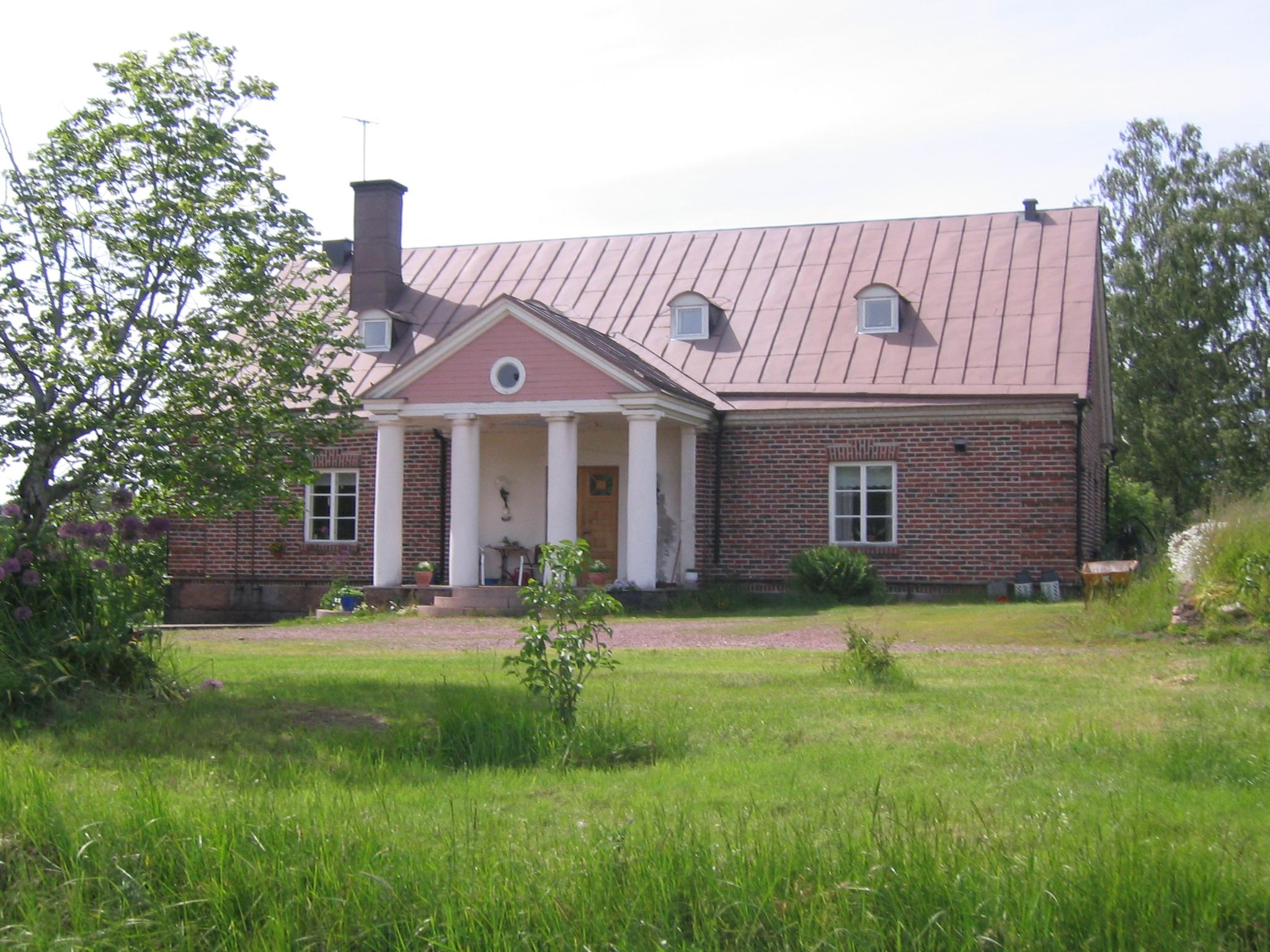
Nedergårds i Rågetsböle, Åland
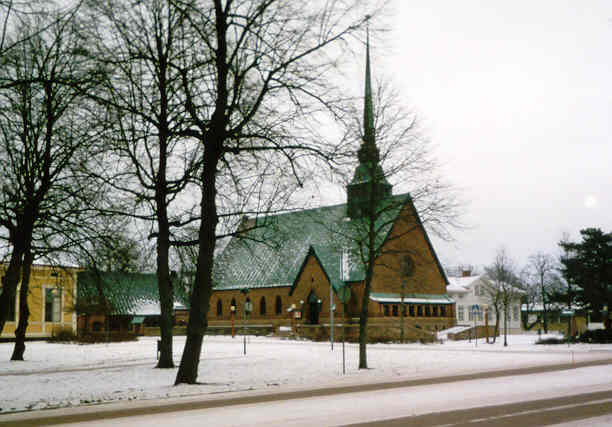
S:t Görans kyrka, Mariehamn
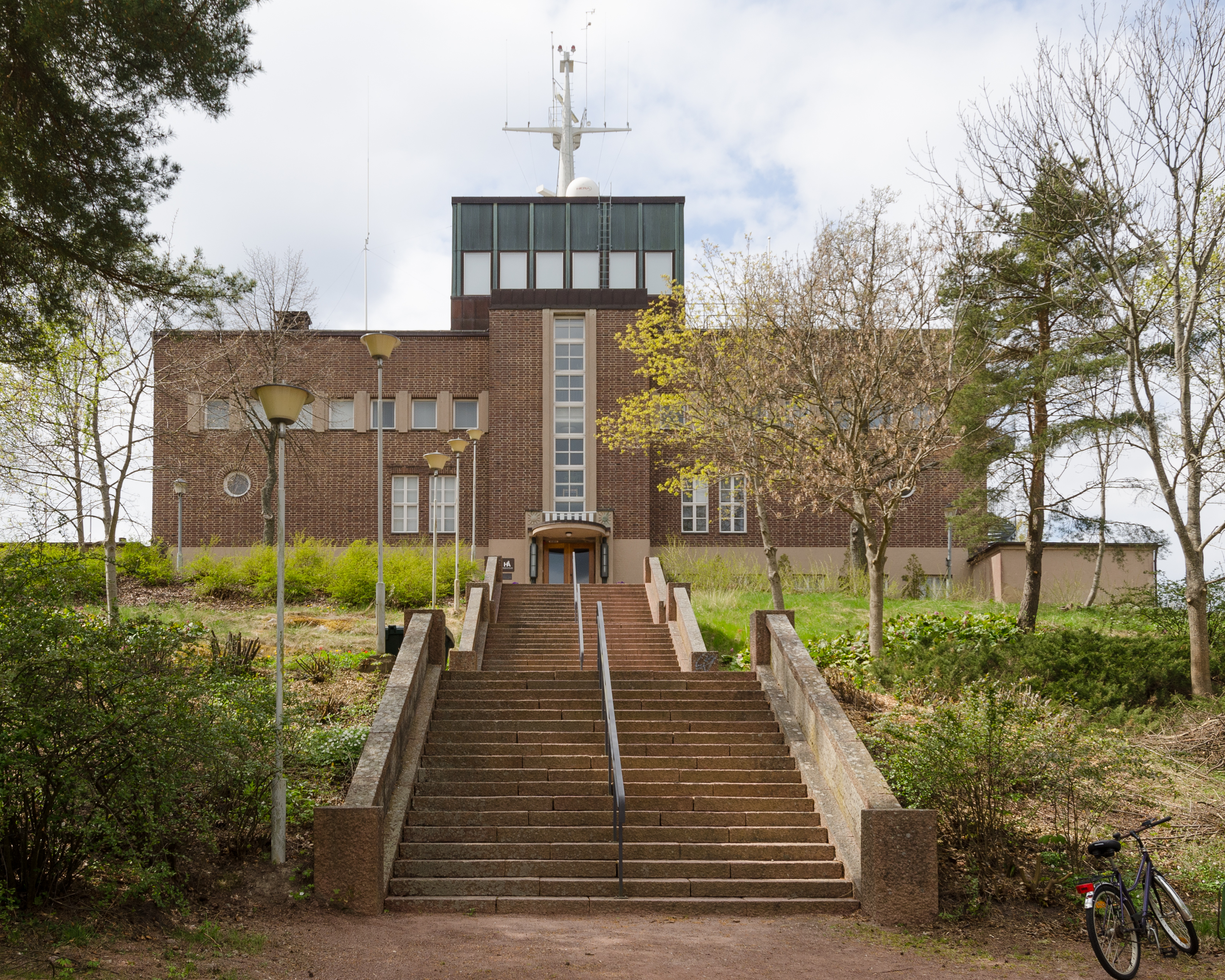
Navigationsskolan i Mariehamn
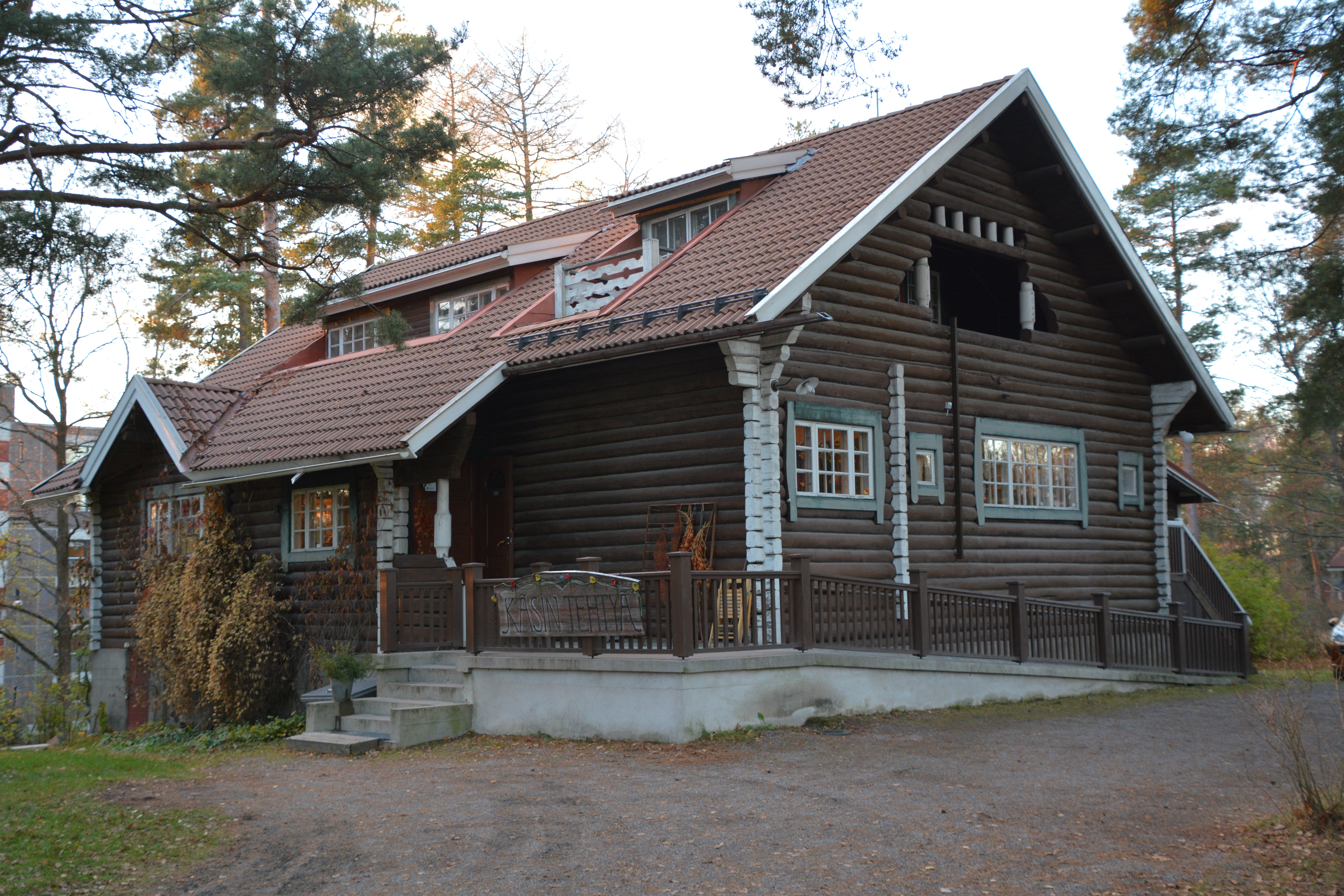
Villa Cooper, Träskända
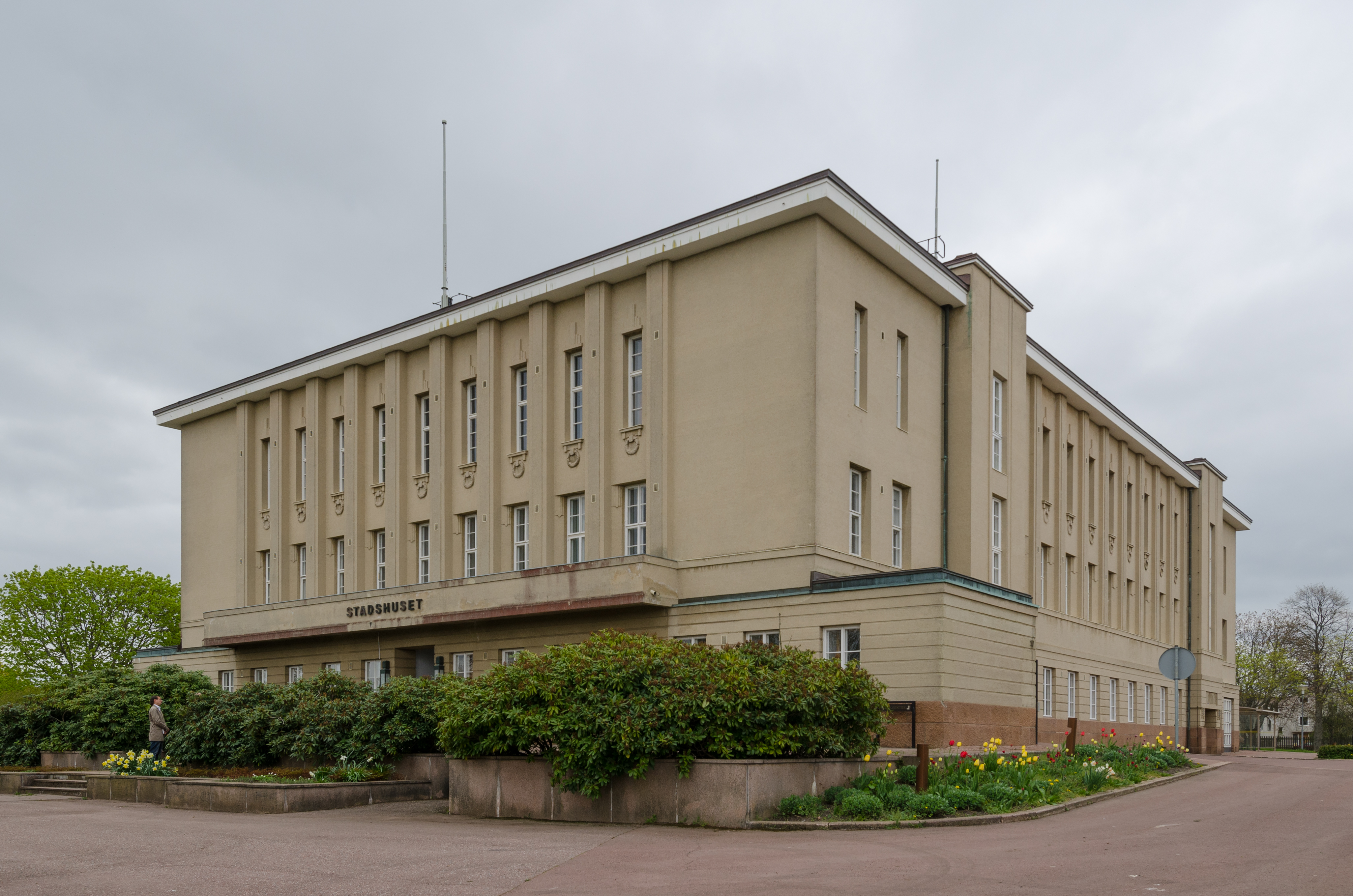
Mariehamns stadshus
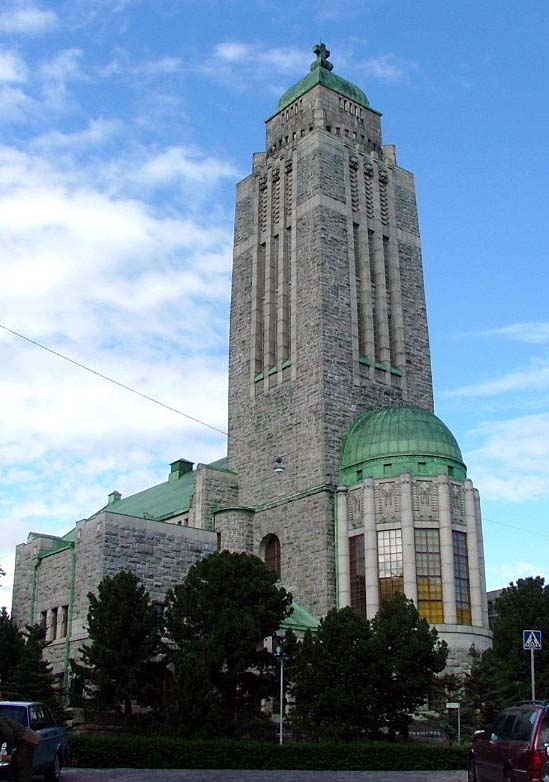
Berghälls kyrka

## Insatser i Ålandsfrågan
I början av 1918, under finska inbördeskriget, bildade Sonck tillsammans med arkitekten Bertel Jung och arkeologen Björn Cederhvarf Ålandskommittén. Det var ett svar på Ålandsrörelsens krav att Åland skulle lämna Finland och återförenas med Sverige. Kommittén föreslog istället självstyre inom Finland.
Sonck deltog som expert i den finska demonteringstruppen som avlägsnade ryska befästningar på Åland 1919. När frågan blev internationell, uppvaktade kommittén Finlands utrikesministrar, bland andra Carl Enckell och Rudolf Holsti.
Efter ett uttalande från Frankrikes premiärminister Georges Clemenceau ändrade Finlands president Kaarlo Juho Ståhlberg inriktningen för Tulenheimokommittén, som då fick i uppdrag att ta fram ett lagförslag om självstyre. Ålandskommittén bidrog aktivt till förslaget, som i stor utsträckning byggde på idéer utarbetade av Sonck. Lagen antogs av Finlands riksdag i maj 1920.
Ålandsrörelsen motsatte sig lagen, vilket ledde till att frågan överlämnades till Nationernas förbund. Efter utredning beslöt förbundet enhälligt att Åland skulle förbli en del av Finland men få kulturell autonomi och språkligt skydd – den så kallade Ålandsmodellen.

## Gravplats
Sonck, som var ogift, gravsattes på Finströms kyrkogård på Åland under sensommaren 1956. Hans grav, belägen mellan två cypresser, markerades med en natursten. Begravningen förrättades av kyrkoherde Valdemar Nyman.